# Джон Пършинг
Джон Джоузеф „Блек Джек“ Пършинг (на английски: John Joseph 'Black Jack' Pershing) е американски генерал, участник в Испано-американската и Първата световна война. Той е първият американски офицер, който е произведен в най-високото звание (по негово време) в американската армия – генерал на армиите. В негова чест са наименувани танк („M26“) и балистична ракета („MGM-31“).

## Биография
Пършинг е роден на 13 септември 1860 г. в Леклейд, Мисури в семейството на бизнесмена Джон Флетчър Пършинг и домакинята Ан Елизабет Томпсън. Бащиният му род е от Елзас, а майчиният му род е от Англия. Има двама братя и три сестри. По време на Гражданската война в САЩ баща му поддържа Съюза и работи като съпровождащ войската лавкаджия.
Пършинг завършва средното си образование в месното училище през 1878 г., а след това завършва Военната академия на САЩ в Уест Пойнт, Ню Йорк, през 1886 г. Произведен е в чин втори лейтенант и назначен в 6-и кавалерийски полк, който по това време провежда действия срещу Джеронимо и племето чирикауа в югозападната част на страната. През 1890 г. Пършинг служи в кампанията за потискане на движението Танц на духовете и потушава въстание на сиуксите в територията Дакота, но формированието му не участва в клането при Ундид Ний. През 1891 г. той става преподавател по военна наука в университета Небраска-Линкълн. Там той завършва и образование по право през 1893 г. След това е назначен за преподавател по тактика в Уест Пойнт през 1897 г.
Испано-американската война предоставя на Пършинг възможност за бързо повишение. Той служи в Куба по време на обсадата на Сантяго (1898) и е назначен за артилерийски офицер с ранга на майор. През юни 1899 г. е произведен в генерал-адютант. Той организира Бюрото по островните дела към Военния департамент и ръководите въпросното бюро в продължение на няколко месеца. Пършинг е изпратен във Филипините като генерал-адютант на департамента Минданао през ноември 1899 г. През 1901 г. е произведен в капитан и води кампания срещу филипинските племена Моро до 1903 г. През 1905 г. е изпратен в Япония като военно аташе към американското посолства там, а по време на Руско-японската война (1904 – 1905) прекарва няколко месеца като наблюдател покрай японската армия в Манджурия. Като признание за службата му във Филипините, американският президент Теодор Рузвелт повишава Пършинг от капитан на бригаден генерал през 1906 г. Пършинг се завръща във Филипините и остава там до 1913 г., служейки като командир на департамента Минданао и губернатор на провинция Моро. След това е назначен от президента Удроу Уилсън за командир на експедиция, която цели залавянето на мексиканския революционер Панчо Виля, който е нападнал и убил 17 американци в Кълъмбъс, Ню Мексико през 1916 г. След смъртта на генерал-майор Фредерик Фънстън през 1917 г., Пършинг го наследява като командир по американо-мексиканската граница.
След като САЩ обявява война на Германската империя през април 1917 г., включвайки се в Първата световна война, Уидроу Уилсън избира Пършинг за главнокомандващ на американските войски в Европа. Преходът от антибунтовнически кампании, които характеризират голяма част от кариерата на Пършинг, към голямата и бавна окопна война на Западния фронт е изключителен тест, но Пършинг разполага с административно чувство и талант за изпълнението на планове напук на злополучията. Пършинг и щабът му пристигат във Франция на 9 юни 1917 г. и още същия месец издават общ организационен доклад, препоръчващ създаването на армия от милион войници до 1918 г. и три милиона войници до 1919 г. Американското по-ранно планиране не предвижда толкова голяма армия. Мислейки си, че Американските експедиционни сили не могат да се организират на време за подкрепа на военните операции на Западния фронт, Съюзниците са помолили само за финансова, икономическа и военноморска подкрепа. Препоръките на Пършинг относно броя и разпределението на войски надделяват, особено след като събитията за Съюзниците се влошават през 1917 г. Към началото на 1918 г. американските планове предвиждат събирането на независима армия на Западния фронт, за която Пършинг се надява, че ще успее предприеме решителна офанзива срещу Германия.
Изтощението на Съюзниците, произтичащо от неуспехите им през 1917 г., засилва зависимостта им от американските помощи. Също така то поражда напрежение върху Пършинг да приеме сливането на малките американски формирования в европейските армии, тъй като Съюзниците отчаяно се нуждаят от подкрепления за намалелите си формирования, които трябва да устоят на очакваните последващи атаки. Още от самото начало Пършинг настоява целостта на американската армия да бъде запазена, отстоявайки твърдо позицията си пред французите, които искат да включват пресните американски кадри сред редиците си. Освен това, Пършинг се противопоставят на предложенията да се отклонят някои американските войници към вторичните театри на военните действия. Върховният военен съвет (институция, съставена за координиране на политическата и военната стратегии на Съюзниците) непрестанно препоръчва сливането на армиите и провеждането на заблуждаващи действия извън Франция. Това не променя мнението на Пършинг. Ако позицията на Першинг оказва натиск върху изтощените Съюзници, това се дължи на често споменаваното от него предупреждение, че „не трябва да се налива ново вино в стари бутилки“. Пършинг също чувства, че такова преразпределение би представлявало безпрецедентна жертва на национален престиж. Той смята, че разгръщането на независима американска армия би било тежък удар по германския морал и би довело до траен подем на американското самочувствие.
Неуспехите от началото на 1918 г. демонстрират големия риск, който е поет в името на идеалите на Пършинг. Германците, които вече са концентрирали повечето си сили на Западния фронт, след като Русия излиза от войната, предприемат нова вълна от настъпления, която цели да сломи съюзническия дух преди американците да са разгърнали мощта си. При Сома, германските войски са напреднали 64 km и са пленили около 70 000 съюзнически войници. Когато германските офанзиви от март-юни 1918 г. започват да застрашават Париж, Пършинг решава да предостави всичките си войски на разположение на френския маршал Фердинанд Фош. Напрежението стихва, когато съюзническите сили обръщат хода на войната и влизат в настъпление през лятото. След това Пършинг се възвръща към старата си политика.
Армията на Пършинг така и не става самодостатъчна, но провежда две важни операции. През септември 1918 г. тя напада вражеската линия при Сен Миел успешно. След това, по молба на Фош, Пършинг бързо прегрупира войските си за Мьоз-Аргонската офанзива – съвместно съюзническо настъпление във Франция, което унищожава немската съпротива в началото на октомври.
Пършинг е критикуван за оперативните и логистичните му грешки (той разчита главно на фронтални атаки, за които се смята, че причиняват излишно много американски жертви), но образуването му на Американските експедиционни сили се разглежда като забележително постижение. Завръща се у дома с висока репутация, а на 1 септември 1919 г. е удостоен титлата генерал на армиите на САЩ. И до днес единствено той и Джордж Вашингтон са носители на тази титла. След войната Пършинг пише мемоари.
През 1921 г. Пършинг е назначен за началник-щаб на армията на САЩ, служейки на този пост през следващите три години. На 64-тия си рожден ден, на 13 септември 1924 г., се оттегля от активната военна служба. През 1930-те години Пършинг се е оттеглил към личния си живот, но отново попада под светлините на прожектори с публикуването мемоарите си „Моите преживявания в Световната война“, за които през 1932 г. е отличен с награда Пулицър за история. Преди падането на Франция в хода на Втората световна война през 1940 г., Пършинг насърчава подпомагането на Великобритания, особено с кораби.
Пършинг умира на 15 юли 1948 г. от исхемична болест на сърцето и сърдечна недостатъчност във Вашингтон. Получава държавно погребение и е погребан в националното гробище Арлингтън близо до гробовете на войниците, които командва в Европа.

## Галерия
- Капитан Джон Пършинг през 1902 г.
- Пършинг с Алваро Обрегон и Панчо Виля, август 1914 г. Малко по-късно Пършинг се опитва да залови Виля.
- Пършинг и генералният му щаб, ок. 1918 г.
- Пършинг отдава чест на гроба на Жилбер дьо Лафайет в Париж.
- Пършинг награждава войници в Трир, ок. 1919 г.
- Генерал Пършинг като началник на щаба на армията.